# Pierre Dupont de Poursat
Pour les articles homonymes, voir Pierre Dupont et Dupont.
 (décembre 2023).
Pierre Dupont de Poursat ou Dupont-Poursat (Chabanais (Charente limousine), 3 juin 1761 – Coutances (Manche), 17 septembre 1835), est un prélat français des XVIIIe et XIXe siècles. 
Évêque de Coutances, il était le frère des généraux d'Empire Dupont de Chaumont et Dupont de l'Étang, ainsi que le grand-oncle maternel de Sadi Carnot (1837-1894), président de la République française (1887-1894).

## Biographie
Pierre Dupont-Poursat naquit à Chabanais, diocèse d'Angoulême, le 3 juin 1761, au sein d'« une famille riche et honorable ». Après avoir fait des études dans les collèges de Magnac-Laval et d'Harcourt, il fit sa licence de théologie au séminaire des Trente-Trois.
Il est ordonné prêtre avant la Révolution française, et prête le serment exigé par la Constitution civile du clergé. Il devient directeur du séminaire de Saint-Louis (1791-1792).
Retiré au sein de sa famille, à Chabanais, il traversa la Révolution exempt de persécutions, grâce à la protection de ses frères, les généraux Dupont, qui commandaient les armées de la République.
En 1802, il fut nommé grand-vicaire du nouvel évêque d'Angoulême, Dominique Lacombe, ci-devant évêque constitutionnel de la Gironde. « Il parait qu'il n'en porta que le nom : appelé à prêter son concours à un autre grand-vicaire, pris parmi les prêtres assermentés, […] telle position ne lui plut pas, et il se tint à l'écart ; mais sans protester : ce en quoi il eut tort, car ce titre seul devait lui être infiniment nuisible, dans l'opinion publique[réf. à confirmer]. »
En 1807, la protection de ses frères lui permit d'être nommé, sur proposition de Napoléon Ier, à l'évêché de Trèves, en remplacement de Charles Mannay (transféré à Coutances), puis à Coutances, en remplacement de ce même prélat, qui préféra rester à Trêves. Dupont-Poursat est donc nommé le 7 mai 1807 à la tête du nouveau diocèse de Coutances, formé en 1802 par réunion de l'ancien diocèse de Coutances et de l'ancien diocèse d'Avranches. Préconisé le « III des nones d'août » (le 3 août 1807), sa consécration épiscopale a lieu dans la cathédrale de Coutances le 6 janvier 1808. Il est ordonné évêque par Claude François Marie Primat, archevêque de Toulouse assisté de Claude André (évêque de Quimper) et Fabien-Sébastien Imberties (évêque d'Autun).

### Évêque de Coutances
Sa première occupation fut de parcourir son vaste diocèse, pour apprendre à le connaître, et « pour y distribuer partout les dons du Saint-Esprit », par le moyen du sacrement de confirmation.
Sa seconde pensée fut pour le temporel de son église : refondre partout l'administration des fabriques, apprendre aux marguilliers les formes et l'usage d'une comptabilité régulière, les contraindre à une sévère exactitude ; rendre au culte sa décence extérieure, et pour cela, obliger les fabriques à se fournir les meubles, les vases, les ornements nécessaires, fut le travail opiniâtre de plusieurs années. Assez heureux pour rencontrer dans les bureaux de la préfecture, qui était encore à Coutances à cette époque, un prêtre bien au fait de la comptabilité, et des formes de l'administration nouvelle, il en fit son secrétaire, et ce secrétaire l'aida puissamment ; il se nommait M.  Ozouf.
La visite de son diocèse, dont il parcourut annuellement un arrondissement, tant que l'âge lui en donna le pouvoir, et les menus détails de l'administration occupèrent, depuis le commencement jusqu'à la fin, l'épiscopat de cet évêque, dont le caractère « doux et pacifique » sut se soumettre aux nécessités des circonstances, et parfois en tirer un parti avantageux.
Napoléon Ier le créa baron de l'Empire en 1810[réf. nécessaire], et lui remit, en 1811, la décoration de la Légion d'honneur.
« Il était bien avec l'Empire, il fut bien avec la Restauration. La révolution de Juillet lui déplut », cependant il conserva la paix, et maintint son diocèse en paix. Napoléon lui accorda en 1808[réf. nécessaire] le titre de baron de l'Empire. Convoqué en 1811 au concile de Paris, Dupont résista aux insinuations du pouvoir : il n'était ni dans ses goûts ni dans ses moyens de résister à force ouverte, mais il se tut ; « c'était beaucoup déjà que d'oser ne pas approuver les volontés schismatiques du dominateur ».

On peut voir la preuve de son respect pour le pouvoir dans la circulaire suivante, qu'il adressa le 13 avril 1815, pendant les Cent-Jours, aux curés de son diocèse. « 

« J'apprends avec peine que quelques-uns de MM. les curés du diocèse se sont permis dans l'exercice de leurs fonctions de manifester des opinions politiques contraires au gouvernement existant. Cette conduite très répréhensible a été signalée à l'autorité supérieure ; et elle aurait déjà attiré sur ceux qui l'ont tenue, des mesures de rigueur et une punition sévère, si l'indulgence à l'égard des coupables n'eût fait espérer que de semblables fautes ne se renouvelleraient plus... Vous trouvez, dans les immortelles Épîtres de St.-Paul, tout ce que la sagesse éternelle prescrit à cet égard pour le maintien des gouvernements dont Dieu est le premier auteur. La soumission, l'exactitude à acquitter les impôts et les charges publiques, les prières pour la prospérité de l'État, voilà ce que Dieu exige de tous les sujets à l'égard des princes qui gouvernent. Que toute personne, dit St.-Paul, soit soumise aux puissances supérieures ! car il n'est point de puissance qui ne vienne de Dieu; et toutes celles qui sont, existent par son ordre : résister au pouvoir, c'est résister à l'ordre de Dieu. »

En 1817, sollicité par le gouvernement de donner sa démission du siège de Coutances, il prit le biais d'écrire au souverain pontife pour le consulter, et il reçut en réponse un bref honorable, qui lui commandait de ne pas la donner.
Uni de sentiments avec les autres membres de l'épiscopat français, toutes leurs démarches furent communes à ce prélat. Avec eux, il réclama contre l'ordonnance royale qui vint en 1828 jeter le trouble dans les petits séminaires ; avec eux, il condamna ensuite les doctrines philosophiques de M. de La Menais, desquelles il était personnellement adversaire ; avec le plus grand nombre, il se soumit sans opposition aux exigences du pouvoir sorti de la révolution de Juillet; et « il n'était pas trop mal avec lui ». En 1833, il reçut dans ses appartements la visite de Louis-Philippe Ier, lors de son passage par Coutances.
Il vit pendant son épiscopat le diocèse de Coutances s'élever à un point de prospérité qui laissait de beaucoup en arrière presque tous les autres diocèses de France. Le clergé devint si nombreux, que, dans les dernières années, le nombre fut un embarras ; les maisons religieuses semblèrent sortir de terre : l'on vit naître le couvent des Trappistes de Bricquebec, ceux des Augustines de Carentan, de Valognes, de Vindefontaine, de Coutances ; des Ursulines, d'Avranches et de Mortain ; des Trinitaires de Saint-James ; des dames du Bon-Sauveur, de Saint-Laud ; des Bénédictines de Valognes ; des Carmélites de la même ville, qui vinrent d'Angleterre s'établir d'abord à Thorigny ; et plus de vingt maisons de Dames du Sacré-Cœur, Dames de la Providence, Sœurs de la Miséricorde, Frères Ignorantins, etc. Le séminaire atteignit presque le chiffre de trois cents élèves, les collèges, les petits séminaires regorgèrent d'étudiants. 
Plein de zèle pour le maintien de la discipline cléricale et l'instruction du peuple, Pierre Dupont-Poursat rétablit auprès de sa personne l'officialité, la chantrerie, l'archidiaconat, et il procura à ses prêtres un grand nombre de retraites ecclésiastiques. En 1823, il rétablit les conférences : la révolution de Juillet les ayant interrompues, il les établit de nouveau en 1835. En 1825, il publia un Cérémonial et un Nouveau Catéchisme ; en 1828, un nouveau corps de Statuts ; en 1829, un Nouveau bréviaire.
Les prêtres furent rarement forcés d'accepter des places contre leur gré, ou de quitter celles qui étaient à leur convenance ; le plus souvent on s'efforçait de ne pas les éloigner de leur lieu natal. Ordinairement les réclamations des paroisses en faveur du prêtre de leur choix étaient exaucées. Il s'entoura d'hommes éminents par leur science et leurs talents, ou « excellents par la bonté de leur cœur ». 
Les longs mandements qui parurent sous son épiscopat ne sont pas de lui.[réf. souhaitée]

### De grandes dépenses
L'évêque s'imposa pour la plupart de ces divers établissements de grands sacrifices, et pour plusieurs il sollicita la charité publique, qui lui était familier, et il obtenait ordinairement d'abondantes aumônes : ainsi, il fit faire par le diocèse des quêtes pour ses séminaires ; puis, quand fut amortie l'ardeur des quêtes, il taxa ses amis, ses chanoines, ses prêtres, et parvint, en changeant de moyens, à maintenir ces maisons favorites dans l'aisance et la prospérité. Les maisons dont on peut plus spécialement le regarder comme fondateur, sont le petit séminaire de Mortain, le petit-séminaire de Sottevast, et celui de Coutances, qui le remplaça ; enfin, la société des missions diocésaines.
« Les missionnaires lui coutèrent de soixante à soixante-dix mille francs ; le grand séminaire, à peu près seize mille francs; les trois petits-séminaires, une cinquantaine de mille francs. On a connu ces chiffres par des notes trouvées après sa mort mais nul ne saurait dire ce que lui ont coûté les Trappistes de Bricquebec, les frères des Écoles chrétiennes, les hôpitaux, les prisons, les incendiés, beaucoup d'élèves du sanctuaire, de prêtres nécessiteux, la mission qu'il donna en 1821 à sa ville épiscopale, et qui produisit les plus heureux effets. »

« Sa cathédrale, l'une des plus magnifiques du royaume lui doit les plus grands embellissements : la grille et les portes du chœur, un superbe ostensoir, son plus riche tapis, des ornements d'un grand prix, des vases sacrés, toutes ses libéralités ont dépassé la somme de trois cent mille francs. Dans cette somme ne sont pas comprises les aumônes quotidiennes qu'il faisait aux pauvres de Coutances, et dont le total serait considérable. »

On disait que Pierre Dupont-Poursat avait de son patrimoine une douzaine de milliers de livres de rente ; sous l'Empire, son traitement était de dix mille francs ; sous la Restauration, il fut élevé à quinze mille, plus une subvention de quatre mille, que le département de la Manche y ajouta ; mais cette subvention lui fut retirée en 1828, par le conseil général, en punition de l'ordonnance qui, en forçant les aspirants à l'état ecclésiastique d'aller faire leur rhétorique et leur philosophie dans un petit séminaire, ruinait les collèges. La révolution de Juillet, lui rognant cinq autres mille francs sur son traitement, le ramena à dix mille francs comme il était d'abord.

### L'homme vu par ses contemporains
D'un caractère plein de douceur et d'aménité, d'un esprit tourné à la finesse et aux saillies ingénieuses, il eût fait les délices de la société, s'il eût voulu fréquenter les cercles ; mais il préférait le calme de son palais, il s'y livrait à la prière et à l'étude ; aussi le monde ne le connut pas, et le crut même d'un petit esprit. Il usait avec ses prêtres d'une certaine dignité, d'une certaine réserve, qui les tenait dans le respect ; son air froid, son regard sournois, empêchaient qu'on ne prît aucune liberté avec lui.
L'évêque se levait régulièrement à quatre heures. Il disait la messe tous les jours, il se confessait toutes les semaines. Souvent il interrompait son sommeil, pour aller, pendant le silence des nuits, passer de longs moments dans sa chapelle. Sa table était pauvre ; pendant le carême, il se privait de vin et de tabac. Sa maison ne se composait que de quatre domestiques, y compris M. Esca, son frère de lait et son homme de confiance.
Le fait de son vicariat d'Angoulême lui fit grand tort dans le diocèse de Coutances, car on crut jusqu'à la fin qu'il s'était allié par des serments à l'église constitutionnelle, de sorte que les jureurs le regardaient comme « souillé de la même tache qu'eux-mêmes ; et les insermentés, comme un révolutionnaire converti à la mitre. » Son panégyriste, l'abbé Poret, dit qu'il n'avait jamais partagé les erreurs de l'église schismatique.

### Fin de vie
Le 16 avril 1830, Pierre Dupont-Poursat éprouva une violente attaque de paralysie, qui troubla pour longtemps ses facultés intellectuelles. Les dernières traces de cette maladie étaient à peu près effacées lorsque, le 22 juin 1835, il fut atteint d'une hydropisie de poitrine, qui devait le conduire au tombeau. Le 14 septembre, il bénit pour la dernière fois son diocèse ; le 17, à 7 h 30 du matin, il cessa de vivre. Il était âgé de 75 ans. Son inhumation, différée jusqu'au 8 octobre suivant, fut faite par Jean-Charles-Richard Dancel, évêque de Bayeux, ancien curé de Valognes et ami intime en présence d'un concours de plus de mille prêtres, et de plusieurs milliers de laïques, venus de tous les points du diocèse.
Il est inhumé dans la cathédrale en avant de la grille d'entrée du chœur (sous l'actuel autel central), sous un tombeau de marbre noir, chargé de ses armes et d'une simple inscription : Petrus Dupont-Poursat, ep[iscop]us Constantiae - 1807 - 1835.
Quelques jours avant l'inhumation, le chapitre prit sur lui la démarche d'envoyer à Paris une députation pour obtenir la mitre à M. Lesplu-Dupré, vicaire-général capitulaire et ancien vicaire de l'évêque ; mais la députation arriva trop tardivement, car avant qu'elle fût à Paris, dès le lendemain de l'inhumation, l'on apprit que la cour avait fait son choix, et que c'était M. Louis-Jean-Julien Louis Robiou de La Tréhonnais, curé de Saint-Étienne de Rennes, qui avait obtenu la faveur du roi.
Dans son testament, il légua son rochet, son anneau pastoral et son domaine du Mas-Chaumont à sa nièce, Claire Grâce Dupont de Savignat, mère du président Carnot.

## Titre
- Baron Dupont de Poursat et de l'Empire (lettres patentes du 24 février 1809, Paris[4]). Poursat était le nom d'une propriété des Dupont située sur la paroisse de Chabrac[3].

## Distinction
- Légionnaire (1er juin 1811[5]) ;

## Armoiries
| Figure | Blasonnement |
|        | Armes de la famille Dupont de Chabanais D'azur, à un pont d'argent, surmonté de trois étoiles d'or, rangées en chef., Armes parlantes (pont⇔Dupont .). OuÉcartelé : aux 1 et 4, d'azur, à un lévrier courant d'argent, acc. au canton dextre du chef d'une étoile du même, brochant sur un rameau d'olivier d'or en bande; au 2, d'azur, à un château flanqué de deux tours d'or, ouvert et ajouré de sable, ch. d'un écusson d'or, au-dessus d'or, au-dessus de la porte, surch. d'un P de sable ; au 3, contre-écartelé: a. de gueules à la fasce d'argent ; b. d'argent à une couleuvre ondoyante en pal d'azur; c. d'argent au lion de gueules; d. d'argent à une pique de sable. |
|        | Armes du baron Dupont de Poursat et de l'Empire - Selon ses lettres patentes : Écartelé : au premier d'azur à l'olivier d'or terrassé de même, sur le tronc duquel brochent les tables de la loi d'argent ; au deuxième des barons évêques ; au troisième de gueules au château fort d'or, maçonné, ouverte et maçonné de sable, la porte surmontée d'un écusson d'or chargé d'un P de sable ; au quatrième d'azur au pont de trois arches d'argent soutenu d'une rivière de même et surmonté de trois étoiles d'argent. - Selon Rietstap : Écartelé, au 1 d'azur aux tables de la loi d'argent, brochant sur le fût d'un arbre d'or terrassé de même ; au 2 de gueules à la croix alaisée d'or (Baron Évêque) * au 3 de gueules au château d'argent flanqué de deux tours ; au 4 d'azur au pont d'argent de trois arches, sur une rivière de même et trois étoiles rangées en chef. - Selon Aymar de Saint-Saud : Écartelé : au 1 d'azur à l'olivier d'or terrassé du même sur le tronc duquel s'appuient les Tables de la Loi d'argent ; au 2 des barons-évêques ; au 3 de gueules à la porte-de-ville d'argent, la porte de sable, surmontée d'un écu chargé d'un P de sable; au 4 d'azur au pont à 3 arches sur une rivière et surmonté de 3 étoiles, le tout d'argent. - Livrées : les couleurs de l'écu. |
|        | Armes de l'évêque Dupont de Poursat Selon Rietstap : Écartelé : aux 1 et 4, d'azur, aux tables de la loi d'argent, appuyées contre le fût d'un arbre du même, le tout soutenu d'un monticule d'or ; aux 2 et 3, de gueules, à un château d'argent flanqué de deux tours du même, ouvert et ajouré de sable; au 4, d'azur, à un pont de trois arches sur une rivière, acc. de trois étoiles rangées en chef, le tout d'argent. |